# الأختان كون
كلاريبل كون (1864–1929) وإيتا كون (1870–1949)، المعروفتين باسم الأختين كون، كانتا نشطتين في جمع الأعمال الفنية والترحال حول العالم، وكانتا نجمتين اجتماعيتين خلال الجزء الأول من القرن العشرين. تدربت كلاريبل في الطب وإيتا في عزف البيانو. شملت دائرتهما الاجتماعية هنري ماتيس وبابلو بيكاسو وجيرترود ستاين. جمعتا واحدة من أشهر مجموعات المقتنيات الخاصة للفن الحديث في الولايات المتحدة في شقتهما في بالتيمور، وتشكل المجموعة الآن جناحًا في متحف بالتيمور للفنون. قدرت مجموعتهما بنحو مليار دولار أمريكي في عام 2002.

## حياتهما المبكرة
كان والدا الأختين كون هما هيرمان (خان) كون وهيلين (غوغنهايمر) كون، وهما مهاجران يهوديان ألمانيان. حول هيرمان، الذي هاجر من ألتنستادت في بافاريا (جنوب أولم)، اسمه الأخير إلى اللغة الإنجليزية (غيره من «خان» إلى «كون») فور وصوله إلى الولايات المتحدة في عام 1845. حتى عام 1871، كانت العائلة تعيش في جونزبورو في تينيسي، حيث كان لديهم مشروع بقالة ناجح. وُلدت كل من كلاريبل وإيتا في ولاية تينيسي. وُلدت كلاريبل، الطفلة الخامسة في عائلة مكونة من ثلاثة عشر طفلًا، في 14 نوفمبر عام 1864. وُلدت إيتا، الطفلة التاسعة في الأسرة، في 30 نوفمبر عام 1870.
انتقلت العائلة بعد ذلك إلى بالتيمور في ولاية ماريلند. انتقل الأخان كون، موسى وقيصر، بشكل دائم لاحقًا إلى غرينزبورو في ولاية كارولاينا الشمالية. عملا على تأسيس شركة لتصنيع النسيج تسمى شركة بروكسميتي للتصنيع (عُرفت لاحقًا باسم شركة كون ميلز، وهي الآن وحدة تابعة لمجموعة المنسوجات الدولية). جعلت مصانع النسيج الأختين كون من الأثرياء، إذ شارك موسى وقيصر إخوتهما نجاحهما المالي.
تخرجت الأختان كون من المدرسة الثانوية الغربية للإناث. ضد رغبات الأسرة، درست كلاريبل في كلية الطب النسائية في بالتيمور. تخرجت عام 1890 وأكملت فترة تدريبها في مستشفى بلوكلي للأمراض العقلية في فيلادلفيا. عملت بعد ذلك في مختبر علم الأمراض في مدرسة طب جامعة جونز هوبكنز، ثم أكملت دراساتها العليا في جامعة بنسيلفانيا وكانت تطمح إلى أن تصبح طبيبة، لكنها في النهاية، لم تمارس الطب السريري أبدًا. ركزت كلاريبل بدلًا من ذلك على التدريس والبحث وأصبحت أستاذة لعلم الأمراض لمدة 25 عامًا في كلية الطب النسائية. كانت إيتا عازفة بيانو وكانت تدير شؤون الأسرة المنزلية. سافرت الأختان إلى أوروبا معًا سنويًا في رحلات طويلة بدءًا من عام 1901.

## الإرث المتحفي
رغم أن مقتنيات الأختين بقيت خاصة حتى وفاة إيتا، كانت إيتا أحيانًا تُقرض قطعًا للمتاحف لعرضها. كانت كلاريبل قد أوصت بلوحاتها الفنية لإيتا، موضحةً في وصيتها وجوب نقل هذه اللوحات إلى متحف بالتيمور للفنون إذا برز فيه اهتمام بالفن الحديث. ذهب الجزء الأكبر من المقتنيات في النهاية إلى هذا المتحف بإرادة إيتا، وأضيف جناح جديد إلى المتحف لمجموعة مقتنيات كون في عام 1957. تتكون المجموعة من حوالي 3000 قطعة حصلت عليها الأختان كون على مدار 50 عامًا. لا تشمل المجموعة الفن الفرنسي فحسب، بل الفن الأمريكي أيضًا، بما في ذلك أكثر من 1000 مطبوعة أمريكية وكتب مصورة ورسومات. شملت المجموعة أيضًا أقمشة ومجوهرات زيانية وطاولات وكراسي وخزائن. تشمل مقتنيات الأختين كون أيضًا بقايا أثرية قبطية وحرير من الشرق الأوسط ومجوهرات من القرن الثامن عشر وأثاث من القرن التاسع عشر وبساط شرقي وزخارف أفريقية ومطبوعات يابانية ومنحوتات مصرية ومنحوتات عاجية عتيقة. تُستخدم مقتنيات كون من قبل طلاب الفن والعلماء من جميع أنحاء العالم كمصادر بحثية. بلغت القيمة المقدرة لمجموعة مقتنيات كون في عام 2002 نحو مليار دولار.